# 健康寫實電影
健康寫實電影是台灣電影的一個類型，中央電影公司在1964年至1980年代拍攝許多這類的電影，其中強調性格的光明面以及社會正向的力量，早期以描寫農村或漁村的生活為主，例如由李嘉和李行導演的《蚵女》，以及隔年推出的《養鴨人家》就是這類的作品，後來也有對城市生活的描述，例如1980年李行的《早安台北》，這也是最後一部健康寫實電影。
健康寫實電影關注的是農村、漁村等底層社會階層，但電影中使用的語言均為國語，和當時這些社會階層常用台語的情境明顯不同。